# کوتس
کوتس (به آلمانی: Kötz) یک شهر در آلمان است که در گونتسبورگ واقع شده‌است.